# 丸山美紀
丸山美紀（日语：／ Maruyama Miki，1987年11月24日—），日本女性聲優。隸屬於ニューカム。出生於千葉縣，舊藝名美木沙文。

## 簡介
- 於高中時期參加『自動機械人·小飛俠阿童木』的一般公開招募試聽中被選為烏蘭的廣播劇演員而初次亮相。
- 「檸檬天使計劃（LEMON ANGEL PROJECT）」單元廣播劇演員之一。

## 參與作品

### 電視動畫
※ 粗字為主要角色
2003年
- 自動機械人·小飛俠阿童木（烏蘭）或譯：小蘭

2004年
- 怪醫黑傑克（明日人）
- BECK（石黑泉）

2005年
- 天國之吻（私塾的女學生）

2006年
- おでんくん（たこボールナース）
- 怪醫黑傑克21（尼可）
- 檸檬天使計劃（諏訪美希）

2008年
- 深淵傳奇（妙）
- 屍姫 赫（春日望）

2009年
- 屍姫 玄（春日望）

2016年
- 田中君總是如此慵懶（女子高中生、女子學生、主婦）

2017年
- 動物朋友（白犀）

### CD
- サナリカおはなしCD（魔女）

### 遊戲
- 深淵傳奇、テイルズオブファンダム Vol.2（妙）

### 有聲漫畫
- 暗號學園的伊呂波（濃姬家雪）

## 外部連結
- 丸山美紀的X（前Twitter）
- 丸山美紀 - Official Website （页面存档备份，存于）
- 丸山美紀 - Oricon